# Donald L. Jackson
Donald Lester Jackson (ur. 23 stycznia 1910 w Ipswich, zm. 27 maja 1981 w Bethesda) – amerykański polityk, członek Partii Republikańskiej.

## Działalność polityczna
W okresie od 3 stycznia 1947 do 3 stycznia 1961 przez siedem kadencji był przedstawicielem 16. okręgu wyborczego w stanie Kalifornia w Izbie Reprezentantów Stanów Zjednoczonych.